# Ludwig von Bertalanffy
Karl Ludwig von Bertalanffy, född 19 september 1901 i Atzgersdorf nära Wien (numera i Liesing, Wien), död 12 juni 1972 i Buffalo, delstaten New York, USA, var en österrikisk biolog, känd som en av grundarna av generell systemteori (GST). Generell systemteori beskriver system med växelverkande komponenter och kan tillämpas på biologi, cybernetik och andra områden. Bertalanffy menade att termodynamikens lagar kunde tillämpas på slutna system, men inte nödvändigtvis på "öppna system", så som levande varelser. Hans matematiska modell för hur en organism tillväxer över tid publicerades 1934 och används fortfarande.
Von Bertalanffy växte upp i Österrike och var yrkesverksam i Wien, London, Kanada och USA. Von Bertalanffy var relativt obemärkt under sin livstid, men betraktas idag som en av de viktigaste tänkarna inom systemteorin. Hans modell för individuell tillväxt, som publicerades 1934, finns i flera varianter, som används i olika biologiska modeller.
Den enklaste versionen är von Bertalanffys tillväxtekvation, uttryckt som en differentialekvation med längden {\displaystyle (L)} över tiden {\displaystyle (t)}
{\displaystyle L'(t)=r_{B}\left(L_{\infty }-L(t)\right)}
när {\displaystyle r_{B}} är tillväxttakten och {\displaystyle L_{\infty }} individens slutliga längd. Samma modell hade tidigare föreslagits av A. Pütter.
Teorin för dynamisk energibudget ger en mekanistisk förklaring av denna modell för fallet med isomorfer (organismer som inte ändrar form under sin tillväxt), som har konstant tillgång på föda.
Den inversa funktionen av tillväxttakten i von Bertalanffys ekvation ser ut att vara linjärt beroende av den slutliga längden, när man jämför olika nivåer av tillgång på föda. Ekvationens rot står för underhållskostnaderna, derivatan står för den takt metabolismen mobiliserar reserverna. Den slutliga längden är detsamma som organismens maximala längd vid obegränsad tillgång på föda.

## Öppna system
Von Bertalanffys mest kända bidrag till systemteorin är hans teori om öppna system. Kallas ibland "mjukt" systemtänkande. Han menade att den klassiska vetenskapens modell, med slutna system helt bestämda av termodynamikens andra lag om ökande entropi, blir ohållbar inom biologin. Von Bertalanffy framhöll att ”fysikens vedertagna formel kan i princip inte tillämpas på den levande organismen, som är ett öppet system i stabilt tillstånd. Vi har fog för att misstänka att många egenskaper hos levande system som tycks paradoxala i ljuset av fysikens lagar, är konsekvenser av detta förhållande.” Uppgiften var alltså att undersöka om en teori om öppna system kunde leda till en giltig vetenskaplig tillämpning inom en generell systemteori. Von Bertalanffy definierade allmänna principer för öppna system och utvecklade tillämpningar inom biologi och cybernetik.